# チャバネヒメシャクケイ
チャバネヒメシャクケイ（学名：Ortalis garrula ）は、 キジ目ホウカンチョウ科に分類される鳥類の一種である。

## 分布
北コロンビアに分布する。コロンビア固有種。

## 全長
全長48-60cm。頭から頸にかけては赤褐色で、体の上面は赤緑色の光沢がある褐色である。尾は濃い緑色で先端部は中央部以外は白色である。胸は緑褐色で、それより下の腹部は白色である。

## 生態
亜熱帯や熱帯の森林に生息する。
1腹3個の卵を産む。抱卵期間は約22日である。古い飼育記録では、雄が造巣し雌が抱卵したという。